# Germanistik (Zeitschrift)
Die Germanistik. Internationales Referatenorgan mit bibliographischen Hinweisen ist das zentrale bibliographische Berichtsorgan der deutschen Sprach- und Literaturwissenschaft. Sie erscheint seit 1960 als vierteljährliches Periodikum, zuletzt in zwei Doppelheften pro Jahrgang. Ihr Ziel ist es,  Wissenschaftlern sowie Studierenden und Lehrenden ein Arbeitsinstrument an die Hand zu geben, indem sie die relevanten Neuerscheinungen auf dem internationalen Feld der Germanistik möglichst flächendeckend verzeichnet. Wo sie sich mit germanistischen Belangen berühren, werden auch Arbeiten aus benachbarten Disziplinen (z. B. Buch-, Theater- und Medienwissenschaft, Geschichtsforschung, Theologie) einbezogen.

## Anlage und Aufbau
Erfasst werden sowohl selbständige (Monographien, Editionen, Sammelbände) als auch unselbständige Publikationen (Zeitschriftenaufsätze, Beiträge zu Sammelbänden), insgesamt mehrere tausend Titel pro Jahr. Die einzelnen Einträge sind nach Sachgruppen geordnet und von einem sorgfältigen Verschlagwortungssystem erschlossen, das rasche und präzise Recherchen ermöglicht. In der Printversion finden sich die Suchbegriffe in einem Register im Anhang; die Online-Version bietet die Möglichkeit komplexer Suchabfragen.
Eine Besonderheit der „Germanistik“ ist, dass ca. ein Drittel der monographischen Beiträge in Kurzreferaten vorgestellt werden. Diese Referate sollen eine Orientierung in der Fülle des jährlich neu erscheinenden wissenschaftlichen Schrifttums der deutschen Sprach- und Literaturwissenschaft erleichtern.

## Geschichte
Die Idee der Gründung der „Germanistik“ wurde Ende der 1950er Jahre auf Anregung von Hans Walter Bähr durch den Verleger Hermann Niemeyer aufgegriffen. Niemeyer trug die Idee an die Mediävisten Helmut de Boor und Hugo Kuhn heran. Bähr, der die Redaktionsleitung übernahm, de Boor und Kuhn versammelten eine internationale Gruppe  Fachvertreter der germanistischen Literatur- und Sprachwissenschaft in einem Herausgebergremium (u. a. Richard Alewyn, Richard Brinkmann, Victor Lange, Robert Minder, Hugo Moser, Emil Öhmann, Wolfgang Paulsen, Richard Samuel, Albrecht Schöne). Sie  gründeten die „Germanistik“ mit dem Ziel, die germanistische Forschung weltweit sichtbar und nicht zuletzt für die Auslandsgermanistik zugänglich zu machen.
Im Jahr 1960 erschien das erste Heft. Die mit der Etablierung der neuen Teildisziplin Germanistische Linguistik Ende der 1960er Jahre und wissenschaftspolitischen Entwicklungen einhergehende Zuordnung der „Germanistik“ zum Mannheimer Institut für Deutsche Sprache wurde Mitte der 1980er Jahre aufgelöst. Seit 1987 wurde das Referatenorgan von einem gewählten, die Fachteile der Mediävistik, der Linguistik und der Neueren deutschen Literaturwissenschaft repräsentierenden Herausgebergremium verantwortet (Wilfried Barner, Richard Brinkmann, Ulla Fix, Klaus Grubmüller, Helmut Henne, Johannes Janota, Wolfram Mauser, Heinz Vater, Wilhelm Voßkamp) und von einem internationalen Beirat unterstützt. Die „Germanistik“ erschien von 1960 bis 2005 im Tübinger Max Niemeyer-Verlag. Nach dessen Verkauf wurde sie im Jahr 2006 in den Verlag Walter de Gruyter eingegliedert. Derzeitige Herausgeber der „Germanistik“ sind Bernd Bastert (Ältere deutsche Literatur), Nicola Gess (Neuere deutsche Literatur), Joachim Jacob (Neuere deutsche Literatur), Heidrun Kämper (Sprachwissenschaft), Jörg Kilian (Sprachdidaktik), Dorothee Kimmich (Neuere deutsche Literatur), Florian Kragl (Ältere deutsche Literatur), Christine Lubkoll (Neuere deutsche Literatur) und Evi Zemanek (Neuere deutsche Literatur).
Große Teile des Archivs der „Germanistik“ befinden sich heute im Deutschen Literaturarchiv Marbach. Dies gilt auch für die Schlagwortregister, die im Laufe der Jahre immer wieder aktualisiert wurden und werden, sodass einschlägige Forschungstendenzen und methodische wie theoretische Schwerpunkt-Verschiebungen sichtbar werden.
Während die „Germanistik“ weiterhin als regelmäßig aktualisierte Printversion erscheint, ist sie seit 2014 auch in elektronischer Form (als E-Book und als separate Online-Datenbank) zugänglich. Die früheren Jahrgänge sind hier durchgängig erfasst und für die Suche indiziert.